# Ali Kandil
Ali Hussein Kandil - em árabe, على حسين قنديل (Cairo, 20 de dezembro de 1921) é um ex-árbitro de futebol egípcio que apitou nas Copas de 1966 e 1970.
Filiado à FIFA desde 1961, apitava partidas do Campeonato Egípcio antes deste período. Na Copa de 1966, apitou a partida entre Chile e Coreia do Norte. Porém, tornaria-se mais conhecido em 7 de junho de 1970, quando foi realizada a partida entre México e El Salvador. Os "Cuscatlecos" tinham uma falta a seu favor, e, inexplicavalmente, o atacante mexicano Padilla rouba a bola. Kandil manda o lance seguir, e Valdivia marca o gol. Revoltados, os salvadorenhos tentavam convencer o egípcio a anular o lance, mas o árbitro, para evitar mais problemas, decide apitar o final do primeiro tempo. No final do jogo, o México venceu por 4 a 0.
Porém, a atitude teve consequências para Kandil, que foi suspenso da Copa de 1970 e, posteriormente, encerraria sua carreira no mesmo ano.